# سيمون كلارك (صحفي)
سيمون كلارك (بالإنجليزية: Simon Clark)‏ هو صحفي بريطاني، ولد في 20 أغسطس 1960 في يوركشاير في المملكة المتحدة.